# What Happened in the Tunnel
What Happened in the Tunnel er en amerikansk stumfilm fra 1903 af Edwin S. Porter.

## Medvirkende
- Bertha Regustus
- Gilbert M. Anderson